# Phoebe neurantha
Phoebe neurantha là loài thực vật có hoa trong họ Nguyệt quế. Loài này được (Hemsl.) Gamble miêu tả khoa học đầu tiên năm 1914.